# La Industrial del Gelat
La Industrial del Gelat és una obra del municipi de Martorell (Baix Llobregat) inclosa en l'Inventari del Patrimoni Arquitectònic de Catalunya.

## Descripció
Es tracta d'un conjunt de dos edificis de planta rectangular i coberta a dues aigües, de teula àrab. La façana és l'element més representatiu. L'accés es fa a través d'una porta d'arc de mig punt i a cada banda obertures emmarcades d'obra vista. Està coronat per un grup de finestres com a centre d'un frontó. La composició ornamental té com a element principal l'obra vista, a més de les zones arrebossades.

## Història
Aquests edificis es van construir al primer quart del segle xx, en aquesta zona on es compartia la indústria i l'habitació. Segurament enderrocat.